# Campus Den Haag (Universiteit Leiden)

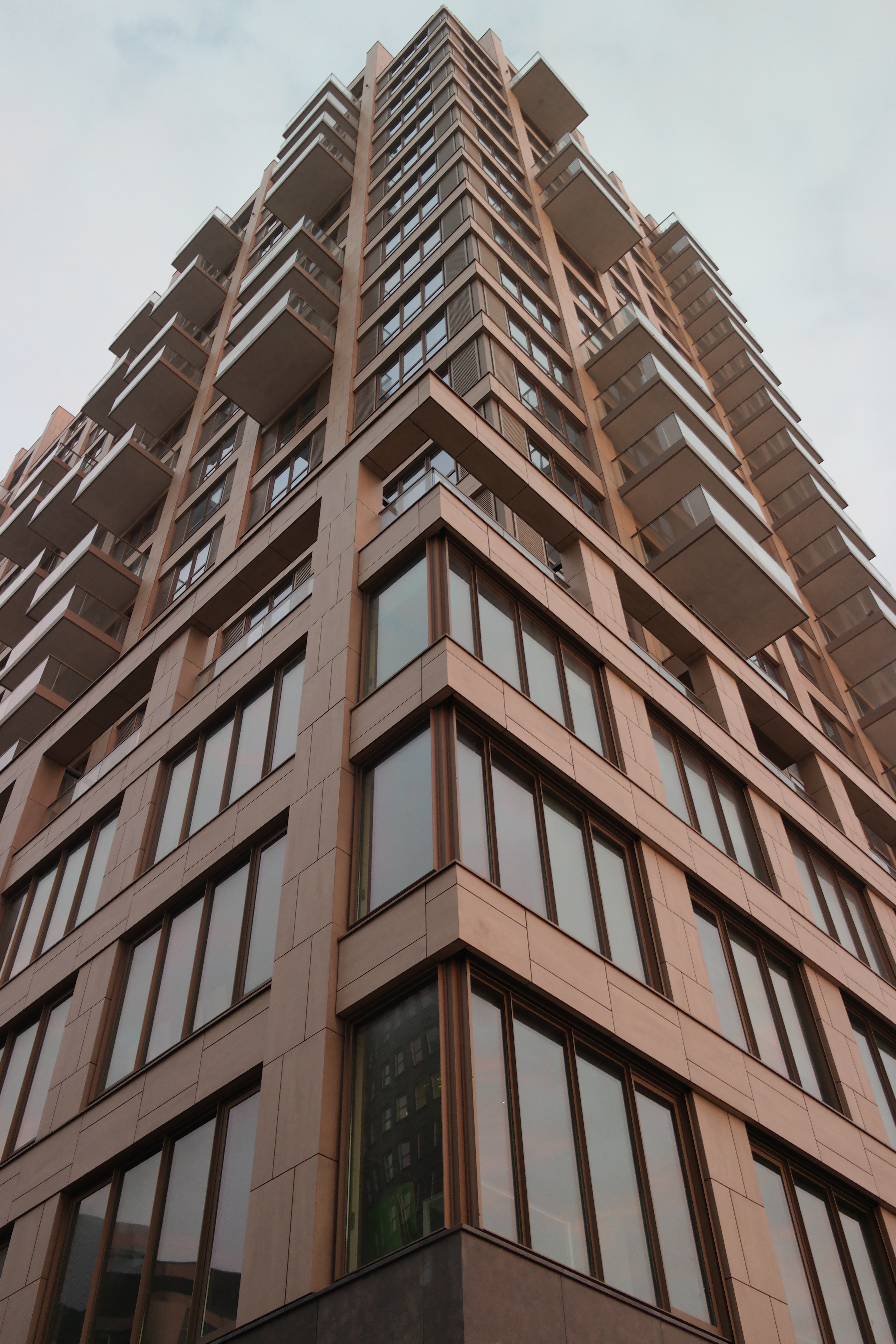
Gebouw Wijnhaven Den Haag (2017)

De Campus Den Haag  is het deel van de Universiteit Leiden voor universitair onderwijs en wetenschappelijk onderzoek dat gevestigd is in de Den Haag. De naam “Campus Den Haag” ontstond als gevolg van een samenwerkingsverband dat in 1998 is aangegaan door de gemeente Den Haag en de universiteit. De campus is gevestigd in vier verschillende gebouwen in de Haagse binnenstad. Gezamenlijk vormen ze een van de drie kernlocaties van de universiteit, naast de Leidse binnenstad en de Leidse science-campus.

## Faculteiten
Anno 2018 wordt in Den Haag onderwijs gegeven vanuit zes van de zeven faculteiten van de Universiteit Leiden. De Faculteit Governance and Global Affairs is volledig in Den Haag gevestigd. Dat geldt ook voor Leiden University College The Hague en de grootste opleiding van de Faculteit Geesteswetenschappen, International Studies.

## Opleidingen
In Den Haag biedt Universiteit Leiden zeventien opleidingen aan op diverse gebieden. De nadruk ligt op studies op het vlak van bestuurskunde, (internationaal) recht, veiligheid, politiek en overheid. De meest populaire opleiding is de Engelstalige bacheloropleiding International Studies. Behalve zes bacheloropleidingen en acht masteropleidingen biedt de Campus Den Haag ook honours onderwijs en onderwijs op maat aan (zoals korte opleidingen en masteropleidingen in de avonduren), onder andere via het Grotius Centre.
In 2016 opende het Leids Universitair Medisch Centrum (LUMC) samen met onder meer enkele Haagse ziekenhuizen, LUMC-Campus Den Haag, als toevoeging aan de bestaande opleidingen. De vestiging geeft onderwijs op het gebied van volksgezondheidsmanagement en huisartsgeneeskunde aan studenten. Daarnaast houdt ze zich bezig met onderzoek en innovatie in de zorg. Verder is er de afdeling Public Health en Eerstelijns Geneeskunde (PHEG), een dependance van het LUMC Opleidingsinstituut Huisartsgeneeskunde. De samenwerking met lokale instellingen leidde tot de oprichting per 2018 van een Commissie Medische Ethiek Leiden-Den Haag.
De Technische Universiteit Delft heeft in Gebouw Wijnhaven een onderdeel gevestigd dat deel uitmaakt van  Campus Den Haag. Deze masteropleiding Engineering and Policy Analysis sluit aan bij de andere opleidingen die worden aangeboden.

## Onderzoek

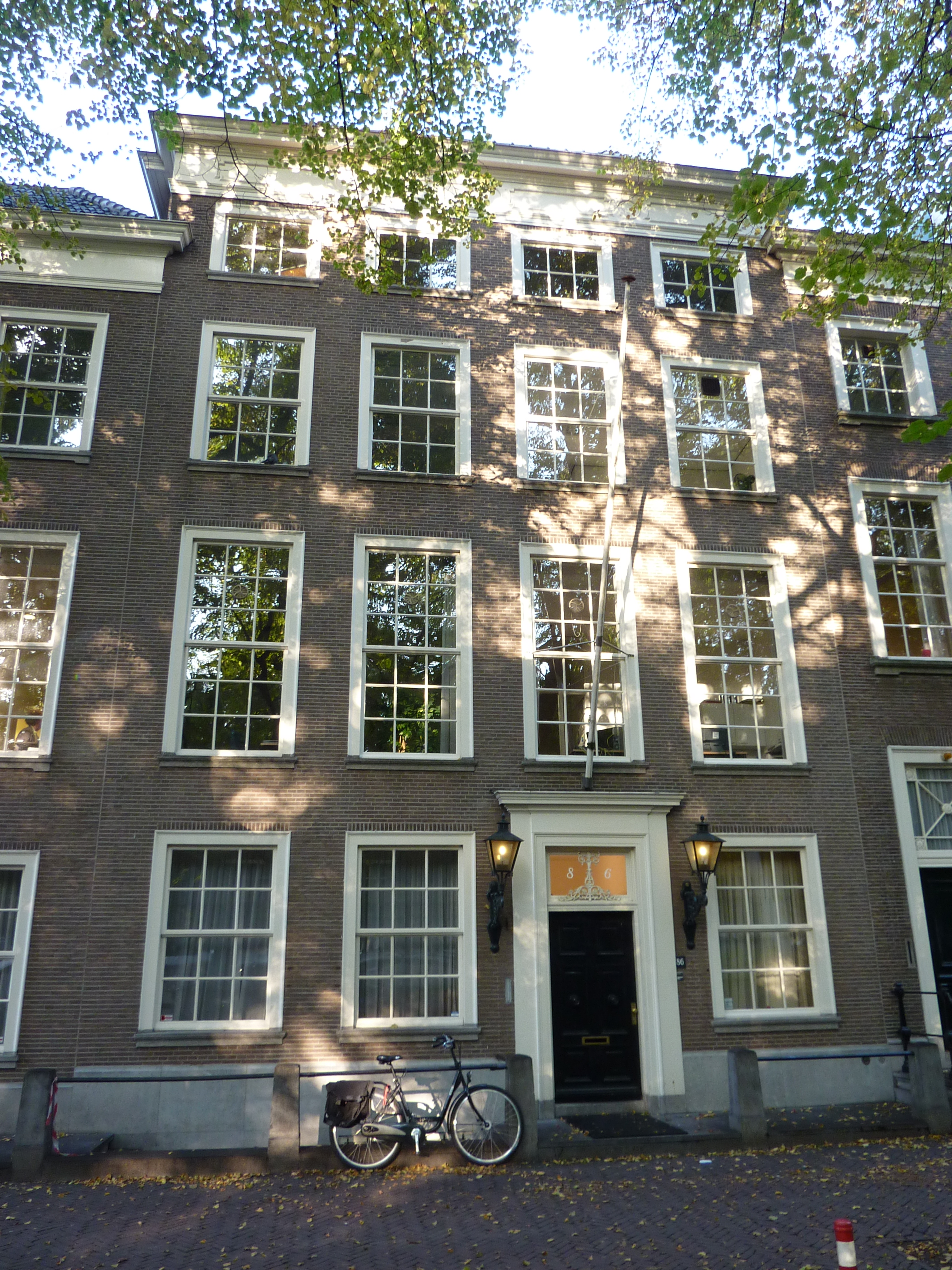
Parlementair Documentatie Centrum en Montesquieu Instituut aan het Lange Voorhout

Het onderzoek concentreert zich op het snijvlak van bestuur, internationaal recht en overheid. De onderzoeksinstituten zijn:
- Leiden University College The Hague
- Centre for Professional Learning
- Grotius Centre for International Law
- Dual PhD Centre The Hague
- Centre for Modern Urban Studies
- Instituut Bestuurskunde (Institute of Public Administration)
- Institute of Security and Global Affairs
- Centre for Terrorism and Counterterrorism
- Montesquieu Institute
- Centre for Innovation
- Leiden Leadership Centre
- Leiden Risk & Regulation Lab

## Locaties
Campus Den Haag is gevestigd in diverse gebouwen in Den Haag. De meeste gebouwen liggen rond het Centraal Station. De studenten van het University College wonen en studeren in een nieuw gebouw direct naast Station Den Haag Centraal, aan het Anna van Buerenplein. In juli 2013 werden de voormalige ministeries van Binnenlandse Zaken en Justitie in het Wijnhavenkwartier, die in 1978 waren gebouwd, eigendom van de gemeente Den Haag. Heijmans Vastgoed nam beheer en exploitatie van beide gebouwen over en verbouwde ze. Het gebouw van Justitie werd gesloopt. Het voormalige ministerie van Binnenlandse Zaken werd in 2016 gestript tot op het bouwskelet en vervolgens vernieuwd. Een deel van dit gebouw is gehuurd door Universiteit Leiden voor onder andere een nevenvestiging van de Leidse universiteitsbibliotheek. In 2018 werd het Beehive Studentencentrum geopend aan de Turfmarkt 104 waarin studentenvoorzieningen zijn gevestigd voor activiteiten op sociaal en cultureel gebied, ruimtes om te studeren alsmede een fitnessruimte. Het Academisch Talencentrum biedt er talencursussen aan.

## Parlementair Documentatie Centrum
Het Parlementair Documentatie Centrum Universiteit Leiden” (PDC UL) is gevestigd aan het Lange Voorhout. Onder de vlag van het Montesquieu Instituut werkt het onder meer samen met de Faculteit Governance and Global Affairs.

## Afbeeldingen

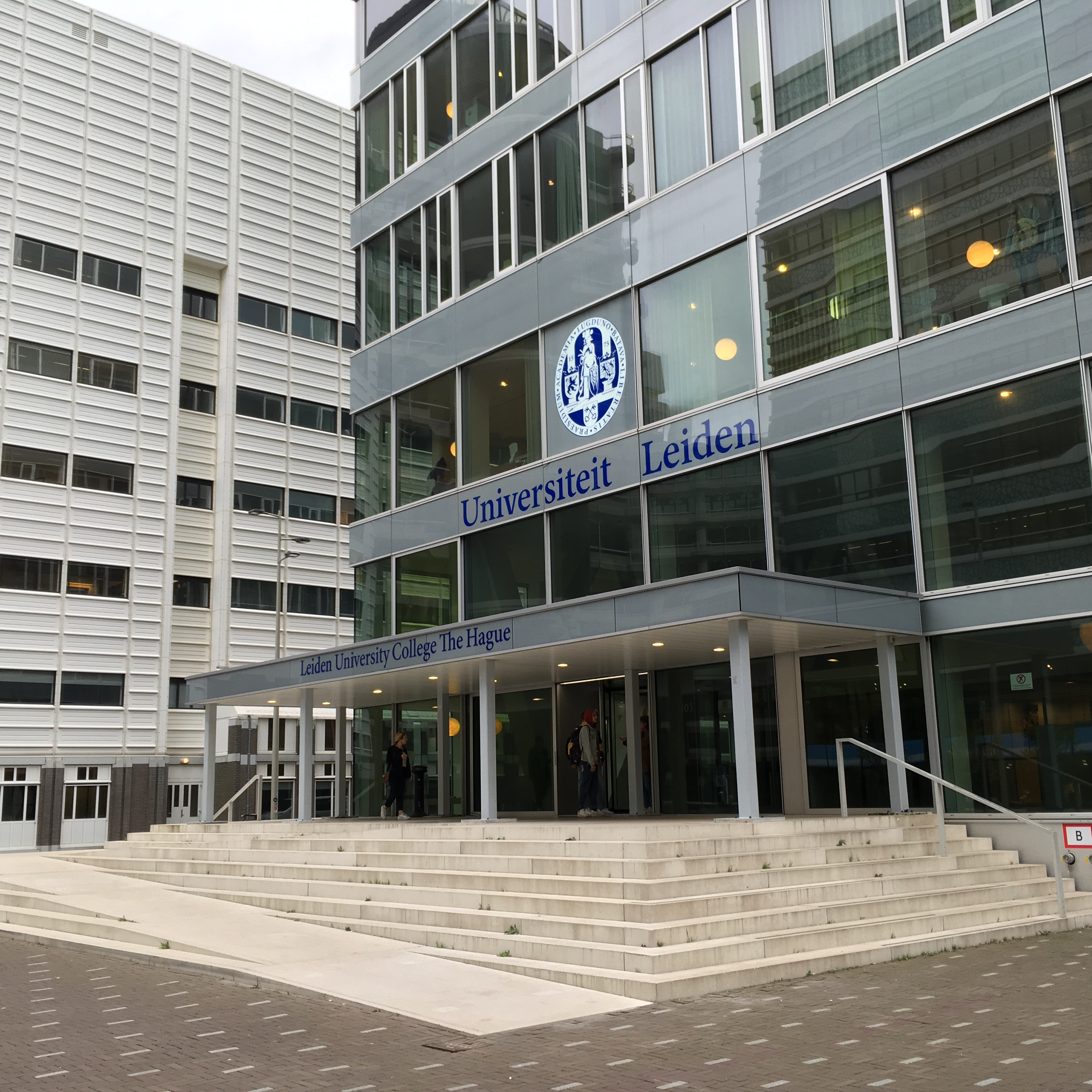
University College Den Haag CS
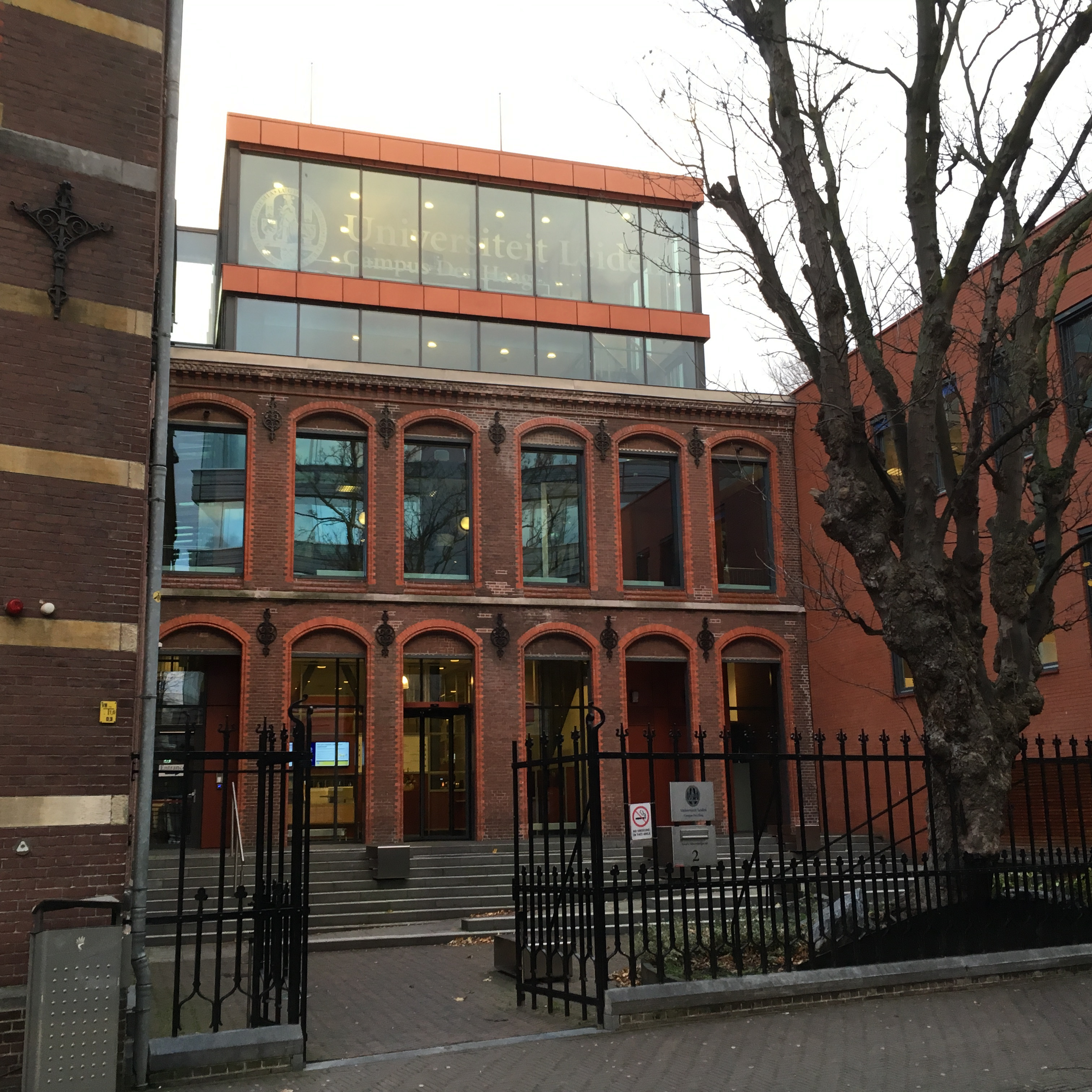
Gebouw Schouwburgstraat
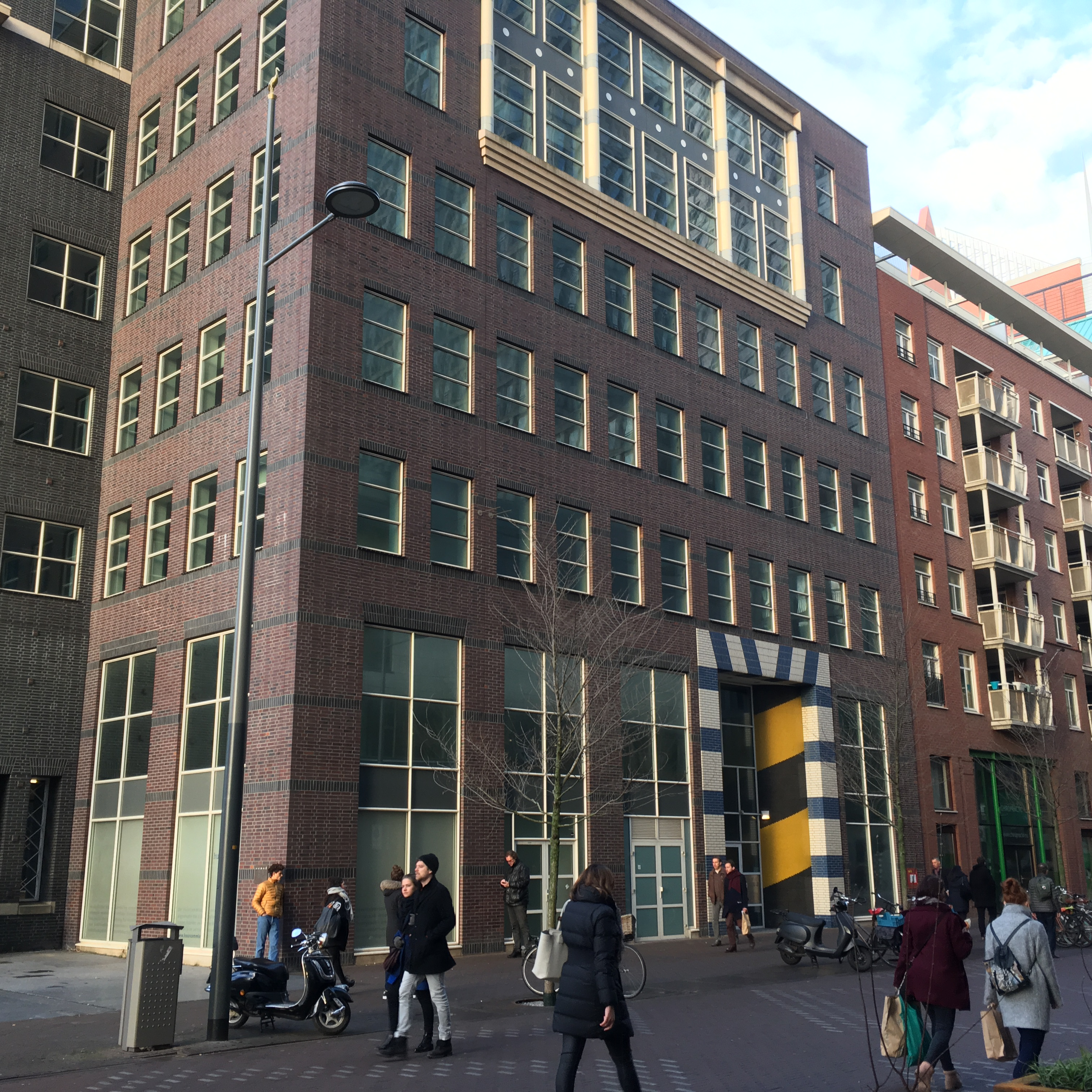
Studentencentrum Turfmarkt.
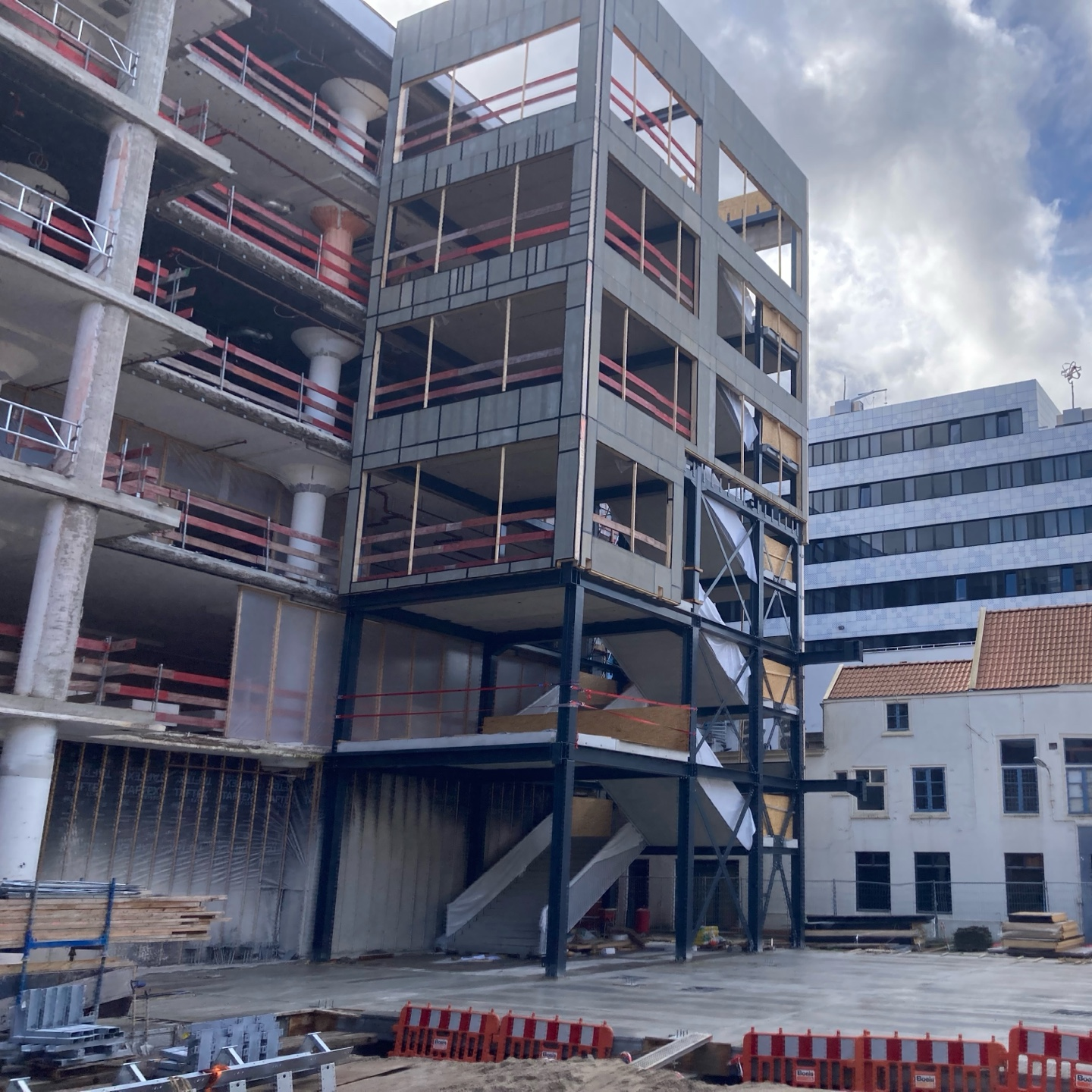
Locatie Spuistraat